# عادلة العايدي هنية
عادلة العايْدي-هَنِيَّة هي مؤرخة فنية جزائرية-فلسطينية ومديرة متحف، وكانت ترأس سابقًا مركز خليل السكاكيني الثقافي والمتحف الفلسطيني. حصلت على وسام الاستحقاق الوطني الفرنسي.

## النشأة والتعليم
ولدت في الجزائر العاصمة، وهي ابنة السياسي أحمد العايدي [الفرنسية]، موظف حكومي جزائري كبير وسفير سابق لدى إسبانيا والأردن والمملكة المتحدة والمكسيك. والدتها هي الروائية الجزائرية عائشة لمسين.
عندما كانت مراهقة في الأردن، تلقت دروس الرسم والتلوين مع الفنانة فخر النساء زيد، وشاركت في معرض "فخر النساء ومعهدها" عام 1981 الذي أقيم في قصر الثقافة - عمان، وبعد ذلك كتبت سيرة ذاتية عن الرسامة، نُشرت عام 2017.
درست في جامعة جورجتاون للحصول على درجة الماجستير وجامعة جورج ماسون للحصول على درجة الدكتوراه. ودرست أيضًا في معهد الدراسات السياسية في باريس وحصلت على شهادة الدراسات السياسية.

## الجوائز
- وسام الاستحقاق الوطني (فرنسا)[9][10]